# Luka Rađa
Luka Rađa (Donje Ogorje, 19. rujna 1959.) hrvatski katolički svećenik, isusovac, teolog.

## Životopis

### Mladost i obrazovanje
Luka Rađa rođen je u Donjem Ogorju kraj Sinja. Od 1966. godine živio je u Splitu, gdje je završio srednju elektrotehničku školu. Bio je omiljen među vršnjacima i aktivan u športu i organiziranju zabavnih događanja. Godine 1979. upisao je studij elektrotehnike na Višoj elektrotehničkoj školi u Zagrebu. Nakon godinu dana odustao je od studija elektrotehnike i odlučio postati svećenik. Isusovačke zavjete je položio 1989. godine, a za svećenika ga je zaredo kardinal Franjo Kuharić 1992. godine.

### Pastoralni rad
Do 1995. godine bio je vjeroučitelj u Osijeku, a nakon toga odlazi na poslijediplomski studij u Rim, gdje je magistirao iz dogmatske teologije na temu poimanja ljubavi sv. Augustina. Nakon povratka iz Rima bio je kapelan na Zametu u Rijeci, a 1999. godine na nekoliko mjeseci posjetio je Bangladeš, kako bi istraživao život hrvatskog misionara i suradnika Majke Tereze - Ante Gabrića.
Nakon povratka, od 2000. godine, u Zagrebu je vodio Studentski katolički centar (SKAC), koji se prije njegova dolaska zvao SKUC (Studentski kulturni centar). Brinuo se za duhovni život studenata. Bio je omiljen među studentima, zbog vedroga duha i nekonvencionalnoga pristupa. Također je osmislio i pokrenuo projekt Modrave, ljetni kamp za duhovnu obnovu i odgoj mladih pokraj Šibenika. 
Godine 2003. doživio je tešku prometnu nesreću i dva mjeseca bio u komi. Poslije je došao k svijesti, vratilo mu se pamćenje i prolazi dugo razdoblje rehabilitacije. Za njegovo liječenje održan je humanitarni koncert ozbiljne glazbe u Dubrovniku 22. lipnja 2010.
Objavio je knjige Ono malo više: Ante Gabrić isusovac i misionar, Ljubav je zaista neslomljiva i Šalabahter za život, a nakon djelomičnog oporavka ponovno je aktivan u pastoralu preko web stranice i sms poruka.

## Djela

### Ljubav je zaista neslomljiva
Ljubav je zaista neslomljiva (2005.) je knjiga koja je nastala kao komentar na evanđelja u rasponu od šest godina. Autor je u knjizi istaknuo i razradio misli koje čovjeku mogu pomoći u životnim poteškoćama i pitanjima i pozava na izlazak iz društvene, duhovne i crkvene prosječnosti. U svojim zapisima i komentarima ističe veliku Božju ljubav koju nitko nikada od ljudi ne bi mogao pokazati. Tekstovi u knjizi su i meditacije, propovijedi i odgovori Luke Rađe kao studentskog duhovnika na pitanja studenata, članova Studentskog katoličkog centra, pa je knjiga i dokument o nastajanju SKAC-a.

### Šalabahter za život
Šalabahter za život: wwwvelikipozdrav@v.odsrca.hr (2008.) je duhovno-literarna zbirka koja je nastala kao plod višegodišnjeg internetskog komuniciranja Luke Rađe s mladima, ali i vjernicima svih drugih dobnih skupina. Knjiga sadrži tridesetak poglavlja kroz koja su obuhvaćene teme seksualnosti, celibata, grešnosti, zaljubljenosti, patnje, radosti uskrsnuća, nevjere,  mistike i druge. Djelo je značajno jer je po prvi puta u hrvatskom pastoralu i komunikaciji vjernika i svećenika u Hrvatskoj kao medij intenzivno korišten internet.

## Nagrade
- 2006. godine dodijeljena mu je nagrada Ponos Hrvatske[9]

## Vanjske poveznice
Mrežna mjesta
- Web župa Gospe Sinjske, blog Luke Rađe
- Pater Luka Rađa: Čekajte me, prohodat ću!, Slobodna Dalmacija, 11. travnja 2009.